# L'Univers symbolique de Georges Brassens
L'Univers symbolique de Georges Brassens est une étude sur les textes du chanteur Georges Brassens écrit par Agnès Tytgat, auteur-compositeur qui collabore à la revue Les Amis de Georges consacrée à Brassens, avec une préface d'André Tillieu.

## Présentation et synthèse
L'émotion que provoquent les chansons de Brassens, il faut la chercher dans les mythes qu'il développe, dans le foisonnant imaginaire du poète et dans les mots choisis qu'il utilise, des mots dont certains reviennent souvent, auxquels il donne une coloration particulière comme la nature avec la marguerite ou le myosotis, le saule ou le chêne, les animaux lui l'amoureux des chats ou le défenseur du gorille.
La mythologie aussi l'inspirait beaucoup, il y trouvait une source de symboles extraordinaires dont ses préférés furent Bacchus, Noé, Vénus, Cupidon, Jupiter... et sa chanson Le grand Pan que semble affectionner l'auteur, ceci à travers des thèmes classiques sur le sens de la vie avec une mort souvent présente. Une analyse rigoureuse qui peut expliquer pourquoi bien longtemps après la disparition du poète ses chansons sont toujours présentes et pourquoi il compte de par le monde quelque six cents interprètes.
L'univers symbolique de Georges Brassens illustré à partir de la chanson Le grand Pan nous présente la plus grande partie de ses chansons pour tenter une explication de son succès plus de vingt ans après sa mort. L'auteure nous parle de la symbolique et des mythes que le poète, à travers sa culture et son imaginaire, voulait nous faire partager, ses images de sa faune et sa flore, son univers personnel, marguerite ou myosotis, saule ou chêne, chat, gorille, mansarde, vent, lune, soleil... personnages mythologiques Bacchus, Noé, Vénus, Cupidon, Jupiter, le Christ... qui traversent son œuvre et développe des thèmes éternels.